# Neoen
Producteur français d’énergies exclusivement renouvelables fondé en 2008, Neoen développe, finance, construit et exploite des centrales solaires, des parcs éoliens terrestres et des installations de stockage d'énergie. La société disposait d'une capacité totale de 8,9 GW au 31 décembre 2024, dont 46 % de solaire, 27 % d’éolien et 26 % de stockage en batterie. Elle vise plus de 10 GW de capacité en fonctionnement ou en construction en 2025.
Neoen est notamment propriétaire exploitant de la centrale photovoltaïque de Cestas (Gironde, France), plus grande centrale solaire en Europe (300 MWc) à sa mise en service en 2014 ; du parc éolien de Mutkalampi (404 MW), plus grand parc éolien de Finlande ; de la Collie Battery (560 MW / 2240 MWh), l’une des plus grandes batteries au monde, ainsi que de la plus grande centrale solaire d’Amérique Centrale, Providencia Solar (101 MWc) en 2017, et de l’une des plus puissantes d’Australie, Western Downs Solar Farm.

## Histoire
Fondée en 2008, Neoen ouvre en 2009 sa première centrale solaire en France et atteint dès 2011 son seuil de rentabilité. En 2014, Neoen internationalise sa production avec la mise en service de trois centrales solaires au Portugal : Seixal, Coruche et Cabrela. En 2015 est inaugurée à Cestas (Gironde, France) la centrale solaire la plus puissante d’Europe (300 MWc). En 2016, Neoen met en service au Salvador la plus grande centrale solaire d’Amérique Centrale (101 MWc). La capacité totale en opération ou en construction dépasse 1 GW. L’année suivante (2017), Neoen met en service la plus grande centrale de stockage au monde; Hornsdale Power Reserve, à Hornsdale, en Australie (100 MW / 129 MWh), et annonce vouloir tripler en taille d'ici 2020.
Le 16 octobre 2018, la société est introduite en bourse à Paris sur Euronext compartiment A, avec souscription de ses actionnaires historiques. Neoen devient la première jeune entreprise française du secteur à dépasser le milliard d'euros de capitalisation. Cette même année, sa capacité totale en exploitation ou en construction dépasse les 2 GW.
En 2019, Neoen cède son unique unité de biomasse. L’internationalisation de l’entreprise se poursuit à rythme soutenu : contrat signé avec Google pour la fourniture d’électricité d’origine éolienne en Finlande, financement au Mexique d’une ferme solaire de 375 MWc qui produira une énergie vendue à 18,93 USD/MWh. En Australie, Neoen atteint 1 GW en exploitation.
En 2020 débutent les constructions des centrales de stockage d’énergie Yllikkälä Power Reserve en Finlande (30 MW / 30 MWh)et Victorian Big Battery en Australie (300 MW / 450 MWh). En Australie toujours, construction du parc photovoltaïque de Western Downs de 460 MWc, qui sera le plus grand parc solaire d’Australie et le plus grand de Neoen.
En juin 2020, la société rejoint les indices SBF120, MSCI France Small Cap Index et le S&P Global Clean Energy.
En avril 2021, Neoen réalise une augmentation de capital de 600 M€. La société dispose alors de 4,1 GW en opération ou en construction répartis dans 15 pays, et vise à atteindre au moins 10 GW de capacité à l’horizon 2025.
En juillet 2021, Neoen franchit le cap d'1 GW d’énergie renouvelable en opération ou en construction en France.
En décembre 2021, la Victorian Big Battery (300 MW / 450 MWh) est mise en service : c’est la plus grande batterie d’Australie et parmi les plus grandes du monde. Le même mois, Neoen lance la construction de son plus grand parc éolien, Goyder Renewables Zone en Australie méridionale  (412 MW),.
En 2022, Neoen a signé près d’1 GW de contrats de gré-à-gré (Corporate Power Purchase Agreement - PPA) pour des actifs en Australie,, en Finlande, en France et en Suède. Neoen a notamment conclu son premier contrat de fourniture d’électricité en continu (Baseload PPA) avec BHP pour alimenter la mine Olympic Dam en Australie-Méridionale.  En parallèle, Neoen démarre la construction de la centrale solaire de Fox Coulée (93 MWc) dans la province d’Alberta, Canada. C’est le premier parc de Neoen au Canada.
Avec le lancement de la construction de la Blyth Battery en Australie-Méridionale, Neoen franchit le cap de 1 GW de capacités de stockage à la fin de l’année 2022. La société dispose alors de près de 6,6 GW de capacités en opération ou en construction.
En mars 2023, Neoen réalise avec succès une seconde augmentation de capital pour un montant d’environ 750 millions d’euros, qui va lui permettre d’augmenter de 50 % sa capacité installée et d’intensifier ses investissements dans le stockage. Son expansion se poursuit au premier semestre 2023, avec le démarrage des constructions de plusieurs parcs éoliens et de batteries, dans les pays nordiques et en Australie notamment.  Le démarrage de ces constructions porte la capacité en opération ou en construction de Neoen en Finlande à plus de 700 MW.
En juin 2023, Neoen lance en Australie la construction de sa première batterie longue-durée (Collie Battery, 197 MW / 4 heures), et affiche de grandes ambitions en Italie en y lançant en fin d’année la construction de ses 3 premières centrales solaires.
Début 2024, Neoen atteint 1 GW de capacité d’énergie renouvelable dans les pays nordiques. Neoen conforte aussi en France sa position de premier lauréat des appels d’offres CRE, dans la catégorie « centrales au sol » avec, au total, 479 MWc remportés en deux ans. Neoen passe le cap des 4 GW en opération ou en construction en Australie en juin 2024.
Le 30 mai 2024, le fonds gestionnaire d'actifs canadien Brookfield, associé au fonds souverain singapourien Temasek Holdings, entre en négociations exclusives pour le contrôle de 53 % du capital de Neoen par le rachat d'actions détenues par Impala, véhicule d'investissement familial de Jacques Veyrat, le Fonds Stratégique de Participations et les autres actionnaires principaux. Après la période d'offre, qui s'est déroulée du 13 février au 13 mars 2025, Brookfield a finalisé la procédure de retrait obligatoire sur les actions restantes le 4 avril 2025. Depuis cette date, Neoen n'est plus cotée en bourse. 

## Activités
Les trois technologies de Neoen sont l'énergie solaire photovoltaïque, l’éolien terrestre et le stockage de l'énergie par batteries.
À fin 2024, le chiffre d’affaires s’est élevé à 533,1 millions d'euros, dont 39 % pour l’énergie d’origine solaire (207,7 M€ soit - 3 %), 43 % pour l’énergie d’origine éolienne (229,4 M€, - 9 %) et 18 % pour l’activité de stockage (95 M€, soit + 66%.
En décembre 2024, Neoen est présent dans 14 pays répartis sur 3 zones géographiques : l’Australie qui représente 49 % des capacités en opération et en construction, l’Europe représentant  40 % et les Amériques (11 %). La société dispose de plus de 8,9 GW de capacité en opération et en construction.

### Photovoltaïque
Les principaux actifs photovoltaïques de Neoen se situent en Argentine, en Australie, au Canada, en France, en Irlande, en Italie, au Mexique, au Portugal, au Salvador et en Suède.
En France, Neoen a construit et exploite dans le département de la Gironde le parc photovoltaïque de Cestas. Avec ses 980 000 modules photovoltaïques installés sur 260 hectares, c’était la plus grande centrale solaire photovoltaïque d'Europe lors de son ouverture le 1er décembre 2015. Avec une puissance globale de 300 MWc, elle reste aujourd’hui l'une des plus puissantes de France. Sa production annuelle est estimée à 350 GWh, ce qui correspond à la consommation annuelle domestique (hors chauffage) d'une ville française d'environ 240 000 habitants
Neoen exploite depuis 2016 au Salvador la centrale de Providencia (101 MWc), plus grande centrale solaire d’Amérique centrale lors de sa mise en service. En 2017, le projet Capella Solar, de 140 MWc vient renforcer cette présence au Salvador. Neoen s'implante également en Argentine et prévoit près de San Antonio de los Cobres, dans la province de Salta, la construction de deux unités photovoltaïques de 100 MWc chacune. Au Mexique enfin, la société a développé et exploitera sur 800 ha au centre du Mexique la centrale d’El Llano (375 MWc).
En 2020, Neoen annonce la construction de la plus grande centrale solaire d’Australie, Western Downs Solar Farm, qui fait partie du Western Downs Green Power Hub, d’une puissance de 460 MWc. S’étendant sur 1 545 hectares, soit l’équivalent de 2 100 terrains de football, la nouvelle centrale mise en service fin 2023 produit jusqu’à 1080 GWh par an.
En 2021, Neoen met en service la centrale solaire d’Altiplano (208 MWc) en Argentine à 4 000 mètres d'altitude. Elle bénéficie de l’un des meilleurs ensoleillements au monde.
En 2022, Neoen lance la construction de la centrale solaire de Fox Coulée (93 MWc), premier parc de la société au Canada ainsi que celle de Rio Maior (272 MWc), plus grande centrale solaire du Portugal. Neoen fait par ailleurs de l’agrisolaire  un axe important de son développement  en France, avec près de la moitié de ses projets intégrant une composante agricole.
Elle affiche ses ambitions en Suède, où la société a démarré en octobre 2023 la construction de la plus grande centrale photovoltaïque du pays à Hultsfred (100 MWc) dont 95% de l’énergie produite sera vendue au groupe H&M, ainsi qu’en Italie, où le premier coup de pioche a été donné pour ses trois premières centrales solaires fin 2023. Neoen, qui est leader des renouvelables en Australie, y a également lancé concomitamment la construction de la plus grande centrale solaire de son parc d’actifs, Culcairn Solar Farm, d’une capacité de 440 MWc.
En 2024, Neoen a remporté en Irlande deux projets solaires d’une capacité totale d’environ 170 MWc, dont les mises en service sont prévues en 2027 et 2028. Neoen y a aussi annoncé le démarrage de la construction du parc solaire de Ballinknockane.
En France, Neoen conforte sa position de leader indépendant des énergies renouvelables en France. En effet, en 2024 Neoen a signé avec la SNCF l’un des plus gros PPA d’origine photovoltaïque de France : l’énergie produite par le parc agrivoltaïque du Couret (139 MWc, le deuxième plus grand parc solaire de Neoen en France) couvrira les besoins électriques annuels de la liaison TGV Paris – Marseille.
Et avec 164 MWc remportés dans le cadre du dernier appel d’offres gouvernemental français, Neoen conserve sa position de leader sur l’ensemble des sessions PPE 2 dans la catégorie des centrales solaires au sol. Ces succès portent le portefeuille sécurisé de Neoen en France à plus de 2.5 GW.
Fin 2024, Neoen et Equinix signent leur premier contrat PPA en Italie pour une puissance de 53 MW et une durée de 10 ans. Il s’agit du cinquième PPA signé entre les deux sociétés.
À fin décembre 2024, Neoen détient près d’une centaine de centrales solaires en opération ou en construction dans le monde, pour une capacité totale dépassant les 4 GWc.

### Éolien
Dans le domaine de l'éolien terrestre, Neoen concentre son activité sur cinq pays où les ressources en vent sont importantes. Ses 60 centrales en exploitation ou en construction pour un total de 2,4 GW (au 31 décembre 2024) sont réparties entre l’Australie, la Finlande, la France, l’Irlande et la Suède.
En 2017, Neoen met en service la première tranche de son parc éolien de Hornsdale, en Australie, d’une capacité de 316 MW, qui est composé de 99 turbines.
Le 3 juillet 2020, Neoen annonce la mise en service du parc éolien de Hedet en Finlande. D'une capacité de 81 MW, ce parc alimente Google en électricité issue d'énergies renouvelables pour son centre de données situé à Hamina.
En 2021, Neoen lance en Australie la construction du parc éolien de Kaban Green Power Hub (157 MW) et de son parc éolien Goyder South Stage 1, d’une capacité de 412 MW. Le Bulgana Green Power Hub (194 MW éoliens et 20 MW de batteries), également situé en Australie, a été mis en service en décembre de cette même année. 
Neoen inaugure en France le 14 mai 2022 le parc éolien du pays entre Madon et Moselle (39,6 MW).
Cette même année, Neoen lance la construction de deux parcs éoliens dans les pays nordiques : Björkliden (40,4 MW) avec son partenaire Prokon en Finlande et Storbrännkullen (57,4 MW), premier parc Neoen en Suède.
Neoen met également en service le plus grand parc éolien de Finlande, Mutkalampi (404 MW).
De nouveaux parcs éoliens voient leur construction démarrer en 2023, notamment dans les pays nordiques (Storbotet d’une puissance de 105,4 MW et Lumivaara, 55,8 MW) dont respectivement 60% et 80% de l’énergie produite sera vendue à Equinix.

### Stockage d'énergie
Pour répondre à l'intermittence des énergies renouvelables, Neoen a développé des batteries dès 2017. À fin décembre 2024, Neoen est reconnue comme l’un des leaders dans le domaine du stockage, avec plus de 20 batteries en opération ou en construction à travers le monde, pour une capacité de 2,3 GW / 5,3 GWh.
Dès 2017, Neoen installe à Hornsdale en Australie-Méridionale avec l’américain Tesla la plus grande unité de stockage par batterie lithium-ion au monde (100 MW /129 MWh, étendue à 150 MW / 193,5 MWh en 2020) afin de sécuriser le réseau électrique régional. C'est la première "big battery" du Monde. Neoen met également en opération le 8 décembre 2021 près de Melbourne, en Australie, l'une des batteries les plus puissantes au monde, la Victorian Big Battery (300 MW / 450 MWh), conçue à nouveau en collaboration avec Tesla. Ces deux batteries sont à fin mars 2022 les plus grandes d’Australie.
En 2020, Neoen met en opération en Finlande la plus grande unité de stockage par batterie des pays nordiques. D’une capacité de 30 MW / 30 MWh, Yllikkälä Power Reserve One est la première batterie de grande capacité à être connectée au réseau finlandais. Depuis 2022, elle fournit des services de réserve rapide à Teollisuuden Voima Oyj (TVO), opérateur nucléaire en Finlande, durant la mise en service de l’EPR Olkiluoto 3 (le réacteur nucléaire le plus puissant d’Europe).
En 2021, Neoen construit Albireo Power Reserve, comportant deux batteries d’un total de 11 MW / 8 MWh, destinées à ses centrales solaires de Capella (140 MWc) et Providencia (101 MWc). Mise en service en 2022, elle atteint une capacité totale de 14 MW et un stockage de 10 MWh, positionnant Neoen comme le plus grand opérateur de batteries en Amérique centrale.
En avril 2022, Neoen lance un nouveau service de «batterie virtuelle» dont AGL Energy sera le premier client. Cette offre permet aux grands consommateurs et distributeurs d’énergie de reproduire le fonctionnement d’une batterie de grande capacité, sans devoir en posséder ou en construire une. Peu après, en juillet 2022, Hornsdale Power Reserve a été la première grande batterie au monde à fournir au réseau australien des services d’inertie à grande échelle.
Fin 2022, Neoen continue d’investir dans de nouvelles batteries en lançant la construction de Storen Power Reserve (40 MW / 40 MWh), sa première batterie et deuxième actif en Suède, ainsi que Blyth Battery (désormais d'une puissance de 238 MW / 477 MWh) et Western Downs Battery (200 MW / 400 MWh) en Australie. Blyth Battery permettra, en association avec le parc éolien de Goyder de Neoen, de fournir de l’énergie en continu à BHP.
Juin 2023 marque une nouvelle étape dans l'histoire du stockage d'énergie de Neoen, car la société remporte un contrat de 197 MW / 4 heures en Australie et lance la construction de Collie Battery, sa première centrale de stockage longue durée, en Australie-Occidentale.
Fin 2023-début 2024, Neoen poursuit son expansion dans les pays nordiques en annonçant le démarrage de la construction de Yllikkälä Power Reserve Two (56,4 MW / 112,9 MWh) en Finlande, la plus grande des pays nordiques, puis celle d’Isbillen Power Reserve (94 MW / 94 MWh), la plus grande de Suède.
En 2024, Neoen poursuit ses investissements dans les batteries longue durée : en Australie, la société lance la construction de la 2ème tranche de Collie Battery (341 MW / 1 363 MWh) après avoir remporté son second contrat de capacité de stockage longue durée auprès de l’Australian Energy Market Operator (AEMO). Et au Canada, Neoen décroche un contrat de 380 MW / 4 heures pour stabiliser le réseau électrique de l'Ontario, affirmant son expansion rapide au Canada. Tara Battery, assignée à ce projet, aura une capacité totale de 400 MW / 1,600 MWh.
En décembre 2024, Neoen a lancé la construction d’Arneburg Battery (45 MW/90 MWh), son premier actif en Allemagne

#### Incendie accidentel du site "Victorian Big Battery"[83]
Le 30 juillet 2021, un incendie accidentel est survenu sur le site de la Victorian Big Battery (300MW), situé à Moorabool dans l'État de la Victoria en Australie. Une unité Testla Megapack de 13 tonnes y a pris feu lors de tests initiaux liés à son installation, dans la matinée du vendredi 30 juillet, l'incendie se propageant rapidement à une unité voisine. À la suite de l'isolement électrique du site et de l'intervention des secours, l'incendie était maîtrisé dans la nuit du vendredi au samedi, tandis que la surveillance était maintenue jusqu'au lundi matin pour prévenir tout nouveau départ de feu. Ian Beswicke, chef des pompiers de la zone, a déclaré au journal The Guardian que l'incendie avait été particulièrement difficile en raison de la nature complexe du site et de la nature des composants des batteries : "D'après ce que nous savons, il s'agit du premier incendie de Megapack jamais survenu dans le monde. Ces incendies sont difficiles à combattre parce qu'on ne peut pas mettre de l'eau sur les Megapacks... Tout ce que cela fait, c'est prolonger la durée de l'incendie". Les pompiers ont donc ont pris conseil auprès d'experts, notamment Tesla, le créateur de la batterie, et UGL, qui installe les blocs de batterie : "Le processus recommandé consiste à refroidir tout ce qui entoure le feu afin qu'il ne se propage pas et à le laisser s'éteindre".
Aucun blessé ne fut à déplorer, mais par précaution, une alerte à la fumée toxique a été déclenché pour les résidents riverains, qui ont été invités à rester à l'intérieur de leur maison. Selon PV magazin, "l’autorité de protection de l’environnement de Victoria a constaté que la qualité de l’air dans la zone locale restait bonne." Ainsi que le rapporte le site The Verge (relayant plusieurs médias australiens), les raisons de l'incendie n'étaient pas connues au moment de l'accident. Réagissant à l'événement, le directeur général de Neoen Australia, Louis de Sambucy, a déclaré " Nous fournirons les dernières informations et des détails supplémentaires" sur l’incendie et sa cause "dès qu’ils seront disponibles". 
Pour répondre aux craintes légitimes exprimées par les riverains, une enquête publique a été diligentée à la demande de l’Etat de Victoria. Ses conclusions font  l'objet d'un rapport indépendant disponible tant sur le site internet de Victorian Big Battery que sur le site du gouvernement de l'Etat. Il établit notamment qu'’il n’y a pas eu de blessés ni d’explosions, que le feu a duré 6 heures et n'a concerné que moins de 1% du site.

## Gouvernance
L'entreprise est une société par actions simplifiée dont l’actionnaire de référence est Brookfield. Son fondateur est Xavier Barbaro qui dirige la société depuis 2008. 
Ses dirigeants sont :
• Xavier Barbaro, CEO Groupe et fondateur du groupe Neoen.
• Romain Desrousseaux, Deputy CEO depuis 2013.
• Norbert Thouvenot, Directeur des opérations depuis 2021.
• Olga Kharitonova, Secrétaire générale depuis 2018.
• Christophe de Branche, Directeur Energy management depuis mars 2024.
• Yves-Eric François, Directeur Financier depuis avril 2024.
• Jean-Christophe Cheylus, Regional CEO - Australie
• Guillaume Decaen, Regional CEO - France
• Louis de Sambucy, Regional CEO – Europe (Finlande, Allemagne, Irlande, Italie, Portugal, Suède)
• Emmanuel Pujol, Regional CEO – Amérique 

## Actionnariat au 04/04/2025
Depuis le 4 avril 2025, Brookfield est l'unique actionnaire de Neoen.